# Ernobius parvus
Ernobius parvus är en skalbaggsart som beskrevs av White 1966. Ernobius parvus ingår i släktet Ernobius och familjen trägnagare. Inga underarter finns listade i Catalogue of Life.